# Kevin Parzajuk
Kevin Daniel Parzajuk Rodríguez (* 9. September 2002 in Fram) ist ein paraguayisch-polnischer Fußballspieler.

## Karriere

### Verein
Aus der U23 von Club Olimpia wechselte er auf Leihbasis für die Saison 2020/21 in die U19 von Brescia Calcio nach Italien. Für die zweite Jahreshälfte 2023 folgte dann eine weitere Leihe zu Guaireña FC. Davor hatte er mit Olimpia schon am 9. Oktober 2022 sein Liga-Debüt. Anfang 2024 ging er schließlich fest in den Kader der ersten Mannschaft über.

### Nationalmannschaft
Im November 2023 wurde er erstmals für die paraguayische U23 für die Vorbereitung vor dem Qualifikationsturnier für Olympia nominiert. Dort kam er auch einmal zum Einsatz. Bei dem Turnier selbst stand er dann in fünf von sieben Partien auf dem Platz. Am Ende landete er mit seinem Team hier auf dem ersten Platz der Endgruppe und qualifizierte sich so für die Spiele in Paris.